# تشكيل (كرة قدم)

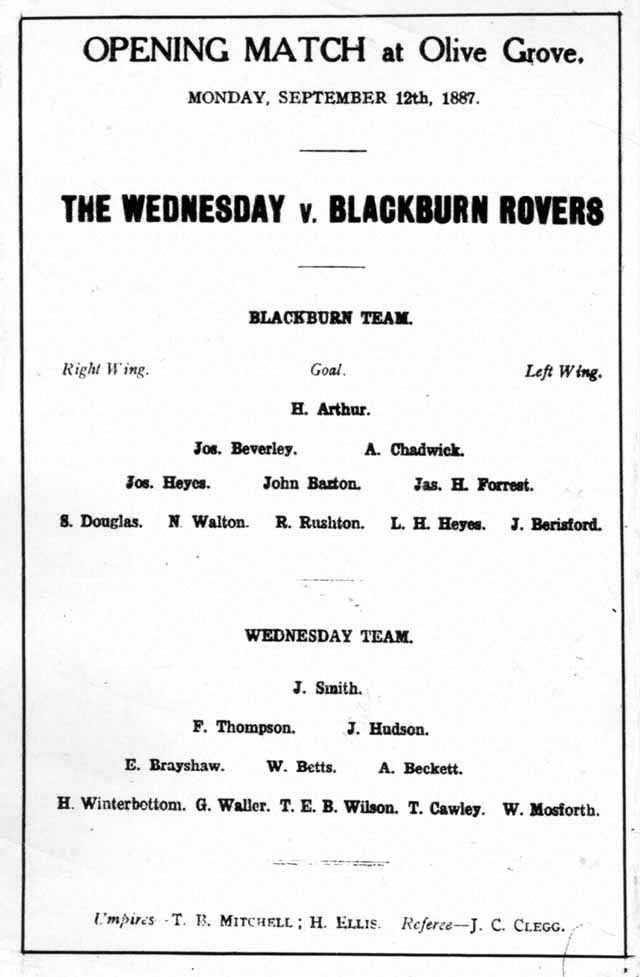

في كرة القدم، تصف التشكيلة مواقع اللاعبين في الفريق على أرض الملعب. هناك عدة تشكيلات يمكن استخدامها والتي تعتمد على إذا كان الفريق يود اللعب كرة هجومية أو كرة دفاعية. تستخدم التشكيلة في كلا من كرة القدم للمحترفين وللهواة أيضاً. في مباريات الهواة، لا يتم الاهتمام بالتشكيلة والتكتيكات نظراً لقلة أهمية هذة المناسبة. هناك حاجة إلى المهارة والانضباط حتى تنفذ التشكيلة في كرة قدم المحترفين. وتحتاج التشكيلة إن يتم أختيارها من حيث توفر اللاعبين. صنعت عدة تشكيلة لتلاءم نقاط العجز والقوة عند نواع مختلفة من اللاعبين.

## مصطلحات تشكيلية
تستخدم الأرقام في وصف التشكيلة ويكون مجموع الأرقام 10 (بدون احتساب حارس المرمى)
- 4-4-2 والتي تشير إلى أربعة مدافعين وأربعة من لاعبي الوسط ومهاجمين إثنين.
- أحياناً تحتوي الخطوط على أربعة أرقام (مثل 4-4-1-1 والذي يعتبر الوسيط بين خط الوسط ووخط الهجوم صانع ألعاب) وخمسة أرقام (مثل 4-1-2-1-2 والذي يعتبر رقم 1 بها خط وسط دفاعي وخط وسط هجومي) لم يظهر النظام الرقمي إلا بعد تطوير خطة 4-2-4 في الخمسينات.

## اختيارات واستخدامات التشكيل
- تشكيل ضيق، يمكن للفريق الذي يفضل الهجوم من خلال وسط الملعب، أن يستخدم تشكيلات ضيقة عدة مثل 4–1–2–1–2 أو 4–3–2–1 والتي تتيح للفريق باللعب بـ4 أو 5 لاعبين في خط الوسط. تعتمد التشكيلات الضيقة على جهود الظهيرين (عند الرقم الأول) والذي يتقدم ويقوم بخدمات هجومية لتكملة الهجوم في أطراف الملعب.

- تشكيل واسع، يمكن للفريق الذي يمتلك عدد كبير من الأجنحة استخدام ذلك النوع من التشكيل مثل 4–3–2–1 أو 3–5–2 أو 4–3–3. والذي تعتمد على دفع المهاجمين والأجنحة (في الرقم الثاني من التشكيلين الأول والثاني والرقم الثالث في التشكيلة الثالثة) للإمام. الفريق الذي يلعب بالتشكيل الواسع يتيح للفريق الامتداد الهجومي مما يجعل على الدفاع تغطية مناطق واسعة من الملعب.

يمكن للفريق تغير التشكيل أثناء اللقاء إلى:
- تشكيل هجومي عندما يلعب في لقاء مصيري يحتاج منه احراز أهداف، يقوم الفريق بدفع لاعب من الدفاع أو خط الوسط إلى الامام ليساند الهجوم. مثال لتغير التشكيل إلى تشكيل هجومي هو تغير خطة 4-5-1 إلى 4-4-2 و3-5-2 تتغير إلى 3-4-3 و5-3-2 تتحول إلى 4-3-3

- تشكيل دفاعي عندما يكون الفريق فائزاً ويحتاج للحفاظ على هدفه، يمكن للمدرب إرجاع أحد من أفراد خط الهجوم إلى الدفاع. سيكون المهاجم الذي عاد للخلف زيادة لعدد المدافعين وعدد الأرجل التي تطارد لاعبي الفريق المنافس وتمنعهم من إحراز اهداف. ومثال لتغير التشكيل من 4-4-2 إلى 5-3-2 ومن 3-5-2 إلى 4-5-1 وأيضاً يمكن أن تتحول 4-4-2 إلى 5-4-1.